# Luis Marín
Luis Marín   (San José, 10 d'agost de 1974) fou un futbolista costa-riqueny de la dècada de 2000.
Fou 128 cops internacional amb la selecció de Costa Rica.
Pel que fa a clubs, destacà a Alajuelense i Maccabi Netanya. After 3 seasons with Netanya, winning a total of 113 caps, scoring 2 goals in all club competitions and becoming a fan favorite earning the nickname "superman", Marin left the club in summer 2009 for a final spell at Alajuelense.